# Madždal Šams
Madždal Šams (hebrejsky מַגְ'דַל שַׁמְס, arabsky مجدل شمس, v oficiálním přepisu do angličtiny Majdal Shams) je místní rada (malé město) na Golanských výšinách obývané Drúzy.
Golanské výšiny jsou de de iure součástí Sýrie, v roce 1967 je Izrael obsadil a následně v roce 1981 anektoval.

## Geografie
Leží v nadmořské výšce 1170 metrů na severovýchodním okraji Golanských výšin, na jižním úbočí masivu hory Hermon, cca 162 kilometrů severovýchodně od centra Tel Avivu a cca 88 kilometrů severovýchodně od centra Haify. Jde o nejvýše položené sídlo v Izraeli. Má roční srážkový úhrn cca 1200 mm a v zimním období je zde pravidelně sněhová pokrývka. Západně od města stéká ze svahů Hermonu vodní tok Nachal Guvta. Na východní straně je to Nachal Sa'ar.
Madždal Šams je situován v severní části Golanských výšin, ve které je osídlení etnicky smíšené. Vlastní Madždal Šams je osídlen arabsky mluvícími Drúzy. Drúzské jsou i další lidnaté obce v okolí (Buk'ata, Ejn Kinije nebo Mas'ade). Mezi nimi a v okolí leží i několik židovských vesnic. 3 kilometry západně od Madždal Šams je to například mošav Neve Ativ.
Na dopravní síť je Madždal Šams napojen pomocí severojižního tahu dálnice číslo 98, ze kterého zde odbočuje lokální silnice číslo 989, která vede k západu, do údolí řeky Jordán.

## Dějiny
Madždal Šams leží na Golanských výšinách, které byly dobyty izraelskou armádou během šestidenní války v roce 1967 a jsou od té doby cíleně osidlovány Izraelci. Podle Zákona o Golanských výšinách z roku 1981 bylo toto původně syrské území anektováno Izraelem a začleněno pod civilní správu v rámci izraelského Severního distriktu. Původní syrské arabské obyvatelstvo během izraelské ofenzívy roku 1967 uprchlo s výjimkou obyvatel několika vesnic osídlených Drúzy. Jednou z těchto vesnic byl i Madždal Šams.
Byla založena pravděpodobně roku 1595 na pozemcích patřících nedaleké muslimské vesnici Džubata ez-Zejt (ta byla v roce 1967 vysídlena a na jejím místě nyní stojí vesnice Neve Ativ). Podle jiného pramene vznikl Madždal Šams až v 18. století. Na místě nynějšího města ale byly odkryty i pozůstatky židovského osídlení z 2. a 3. století našeho letopočtu, včetně hrobek.
Vesnice byla jedním z center drúzského povstání proti francouzské vládě v Sýrii roku 1925 a byla roku 1926 při následných represích pobořena.
Po Jomkipurské válce v rámci dohod o odpoutání sil mezi Izraelem a Sýrií se hranice oddělující území kontroly mezi oběma státy posunula v roce 1975 až téměř na okraj Madždal Šams. Je zde zřízeno stanoviště, kam mohou přicházet Drúzové ze Sýrie a pomocí megafonů se domlouvat se svými příbuznými na izraelské straně. Roku 1982, tedy krátce po anexi Golan Izraelem byl Madždal Šams povýšen na místní radu (malé město).
Dne 27. července 2024 zasáhla raketa fotbalové hřiště ve městě, kde hráli mladí fotbalisté. Zemřelo 12 chlapců ve věku 10 až 20 let, desítky byly zraněny. Šlo o íránskou raketu vypuštěnou ozbrojenci hnutí Hizballáh z Libanonu.
Poblíž města stojí hrobka drúzského proroka al-Dža'afuriho, která slouží jako poutní místo. V Madždal Šams dominují vlivem rodiny Abu Salah a Safdie. Město je zčásti založeno na zemědělské výrobě, zejména pěstování jablek a třešní.

## Demografie
Podle údajů z roku 2005 tvořili Drúzové 99,9 % populace v Madždal Šams, arabští křesťané 0,1 %. Jde o menší sídlo městského typu. K 31. prosinci 2017 zde žilo 10 900 lidí.
| Rok            | 1983  | 1990  | 1993  | 1994  | 1995  | 1996  | 1997  | 1998  | 1999  | 2000  |
| -------------- | ----- | ----- | ----- | ----- | ----- | ----- | ----- | ----- | ----- | ----- |
| Počet obyvatel | 5 600 | 6 500 | 6 900 | 7 000 | 7 000 | 7 200 | 7 400 | 7 500 | 7 700 | 7 900 |

| Rok            | 2001  | 2002  | 2003  | 2004  | 2005  | 2006  | 2007  | 2008  | 2009  | 2010  | 2011  | 2012   | 2013   | 2014   | 2015   | 2016   | 2017   |
| -------------- | ----- | ----- | ----- | ----- | ----- | ----- | ----- | ----- | ----- | ----- | ----- | ------ | ------ | ------ | ------ | ------ | ------ |
| Počet obyvatel | 8 100 | 8 200 | 8 400 | 8 600 | 8 800 | 9 000 | 9 200 | 9 312 | 9 636 | 9 800 | 9 900 | 10 200 | 10 300 | 10 500 | 10 600 | 10 800 | 10 900 |